# 鹰手营子矿区
鹰手营子矿区，是河北省承德市下辖的一个市辖区。區人民政府駐鷹手營子鎮。

## 位置
鹰手营子矿区位于河北省东北部，燕山山脉主峰雾灵山的东麓，地理坐标为北纬40°2828″至40°3724″，东经117°3435″至117°5302″。东北与承德县毗邻，其他方向与兴隆县接壤，总面积149.31平方公里。

## 历史
清代康熙末年，清东陵禁地内的闷葫芦场被选定为皇家驯鹰场，清东陵的李（两名）、赵、边姓4名鹰手（驯鹰狩猎的兵士）到闷葫芦场驯鹰、狩猎、采摘并定居下来，鹰手是驯鹰狩猎的能手，被称之为“鹰手小营兵”。鹰手们以闷葫芦场为营地，从此，人们将“鹰手”的营地称之为“营子”，鹰手营子由此得名。
民国19年（1930年）8月，兴隆县正式建立，设立鹰手营子区。民国24年（1935年），兴隆县划为6个区，鹰手营子为兴隆县二区治所。民国35年（1946年）5月，兴隆县划为11个区，鹰手营子为第九区政府驻地，寿王坟为兴隆县第八区辖。民国38年（1949年）3月，兴隆县划为9个区，鹰手营子为兴隆县第四区政府驻地。
1955年7月，兴隆县四区改称鹰手营子区。1956年5月，设兴隆县鹰手营子办事处。1956年11月，鹰手营子办事处划归承德市管辖，组建鹰手营子矿区临时筹备委员会。1957年3月16日，正式设立鹰手营子矿区人民委员会。1958年7月1日，撤销承德市鹰手营子矿区，其地划归兴隆县管辖，设兴隆县鹰手营子矿区办事处。8月，兴隆县鹰手营子矿区办事处改称兴隆县鹰手营子钢铁人民公社。
1959年3月，撤销鹰手营子钢铁人民公社，设立兴隆县驻鹰手营子矿区办事处。1960年7月，兴隆县驻鹰手营子矿区办事处、兴隆矿务局鹰手营子人民公社合并为兴隆县鹰手营子城市人民公社。1961年7月，撤销鹰手营子城市人民公社，设立中国共产党兴隆县鹰手营子矿区工作委员会，未设行政机构。1962年6月，设立兴隆县鹰手营子矿区区公所。1965年2月，兴隆县鹰手营子矿区划归承德市管辖。1968年月，成立承德市鹰手营子矿区革命委员会。1981年1月，撤销承德市鹰手营子矿区革命委员会，设立承德市鹰手营子矿区人民政府。

## 人口
截至2020年11月1日零時，全國第七次人口普查數據顯示：鷹手營子礦區常住人口為54730人。

## 行政区划
鹰手营子矿区下辖1个街道办事处、4个镇：铁北路街道、鹰手营子镇、北马圈子镇、寿王坟镇和汪家庄镇。

## 地理
鹰手营子矿区为暖热带半湿润季风型大陆性山地气候，四季分明，气候多变，季风性强。春季气温回暖较快，风大干旱，骤暖骤寒；夏季雨量较充沛，雨热同季；秋季雨量明显减少，天气清爽，气温迅速下降，昼夜温差大，霜降早至；冬季寒冷、多风、少雪、干燥。年平均降水量637毫米，年平均气温7.7℃，最热月为7月，最冷月为1月。
鹰手营子矿区总的地势是沿柳河四周高，中间低，形成以柳河河谷、兴隆煤田中心地带及寿王坟东河川组成的山间河谷。山脉多东西走向，山峰形态各异。滦河水系一级支流柳河流经境内，是境内仅有的一条主河，流经12.5公里，入境水流量2604万立方米，出境水流量3904万立方米。老牛河、汪家庄河、喇嘛沟河、金扇子河4条季节性河流汇入柳河。
鹰手营子矿区境内矿产资源丰富。煤炭总储量2.23亿吨，主要有气煤、肥煤、瘦煤、焦煤、贫煤和无烟煤；金属矿产主要有铜、铁、钼、金、银、铅、锌等；非金属矿产除煤炭外，还有水泥灰岩、熔剂灰岩、耐火黏土、萤石、建筑石料、紫砂、陶土等。